# Mors Syphilitica
I Mors Syphilitica sono una darkwave/gothic band formata a New York City nel 1995, divenendo in seguito una band di culto per questa scena musicale.

## Storia dei Mors Syphilitica
I Mors Syphilitica si formarono a New York City nel 1995 da Doc Hammer e la moglie Lisa Hammer dopo lo scioglimento dei Requiem In White.
La loro musica combina testi spesso surreali con strumenti inusuali come il mandolino o il banjo e strumenti più convenzionali come la chitarra. In studio di registrazione, tutti gli strumenti vengono suonati da Doc, mentre nei concerti dal vivo vengono accompagnati da batteristi e bassisti.
Il loro primo EP, distribuito dalla Sacrum Torch, era stato prodotto in una serie molto limitata, appena 300 copie, ma ebbe un grande successo. Anche i successivi album furono prodotti dalla Sacrum Torch, mentre il loro ultimo lavoro Feather and Fate venne in seguito distribuito dalla Projekt Records, che diede accesso ai Mors Syphilitica ad un pubblico più ampio.
La band non ha mai concesso molte interviste, preferendo lasciar parlare la loro musica per loro.

## Discografia
Album in studio
- 1996 - Mors Syphilitica
- 1998 - Primrose
- 2001 - Feather and Fate

EP
- 1995 - 12 Inches Vinyl